# Modrý palác
Modrý palác (černohorsky: Плави дворац, Plavi Dvorac) je pozdně empírový zámeček v Cetinje, historickém hlavním městě Černé Hory. Vystavěn byl jako rezidence korunních princů.

## Historie
Výstavba začala v roce 1894 a skončila v dubnu 1895. Pozdně empírový palác byl vystavěn jako sídlo černohorského korunního prince Daniela Alexandra Petroviće-Njegoše. Na jeho plánování se podíleli přední černohorští umělci a významní italští architekti, mezi nimi mj. Camillo Boito, jehož dílem jsou např. červené sloupy s korintskými hlavicemi, zdobící stavbu.

### Interiéry
Interiér paláce má reprezentativní charakter. V chodbě, která spojuje hlavní vchod a zadní vstup do zahrad, se nachází mramorové schodiště v podobě písmene "U". V každém patře je 6 místností, z toho celkem 3 koupelny. V paláci se nachází 4 krby, v roce 1910 byla stavba elektrifikována a přibyl vinný sklípek. V podkroví se nachází jeden velký pokoj, který se v roce 1899 stal soukromou pracovnou manželky korunního prince Danila, vévodkyně Jutty Meklenbursko-Střelické.

### Zahrady
Zahrady paláce byly společně s celým pozemkem v roce 1895 oploceny. V tomtéž roce byl v zadních částech zahrad pro potřeby korunního prince zřízen tenisový kurt a bazén. V roce 1900 byla zahrada blízko paláce předělána pro společenský život, přibyl altánek, posezení, malá oranžérie a sousoší korunního páru (to bylo v roce 1946 rozebráno). O rok později zde vznikly četné záhony květin, uspořádané do rozmanitých obrazců a několik živých plotů. V zadních částech zahrady byl ponechán borovicový park. V roce 1910 přibylo v zahradě několik menších fontánek po vzoru zahrad paláce ruských carů v Petrodvorci.
Korunní princ Danilo Alexandr palác využíval jako svou rezidenci až do roku 1916, kdy byla černohorská královská rodina nucena odejít do exilu.

## Současnost
Po zrušení monarchie sloužil Modrý palác mnoha potřebám, byla zde např. galerie či obchodní prostory.
V roce 2006 byl palác důkladně renovován (především díky grantu poslaném vládou Norska). Mezi lety 2006 - 2008 sloužil palác jako letní rezidence prezidenta Černé Hory, později zde vznikly reprezentativní prostory a od dubna 2011 slouží Modrý palác jako oficiální rezidence korunního prince Nikoly II. Petroviće-Njegoše a jeho rodiny po návratu do země. Na místě, kde původně stála socha korunního páru, dnes stojí busta Nikoly II.

## Galerie

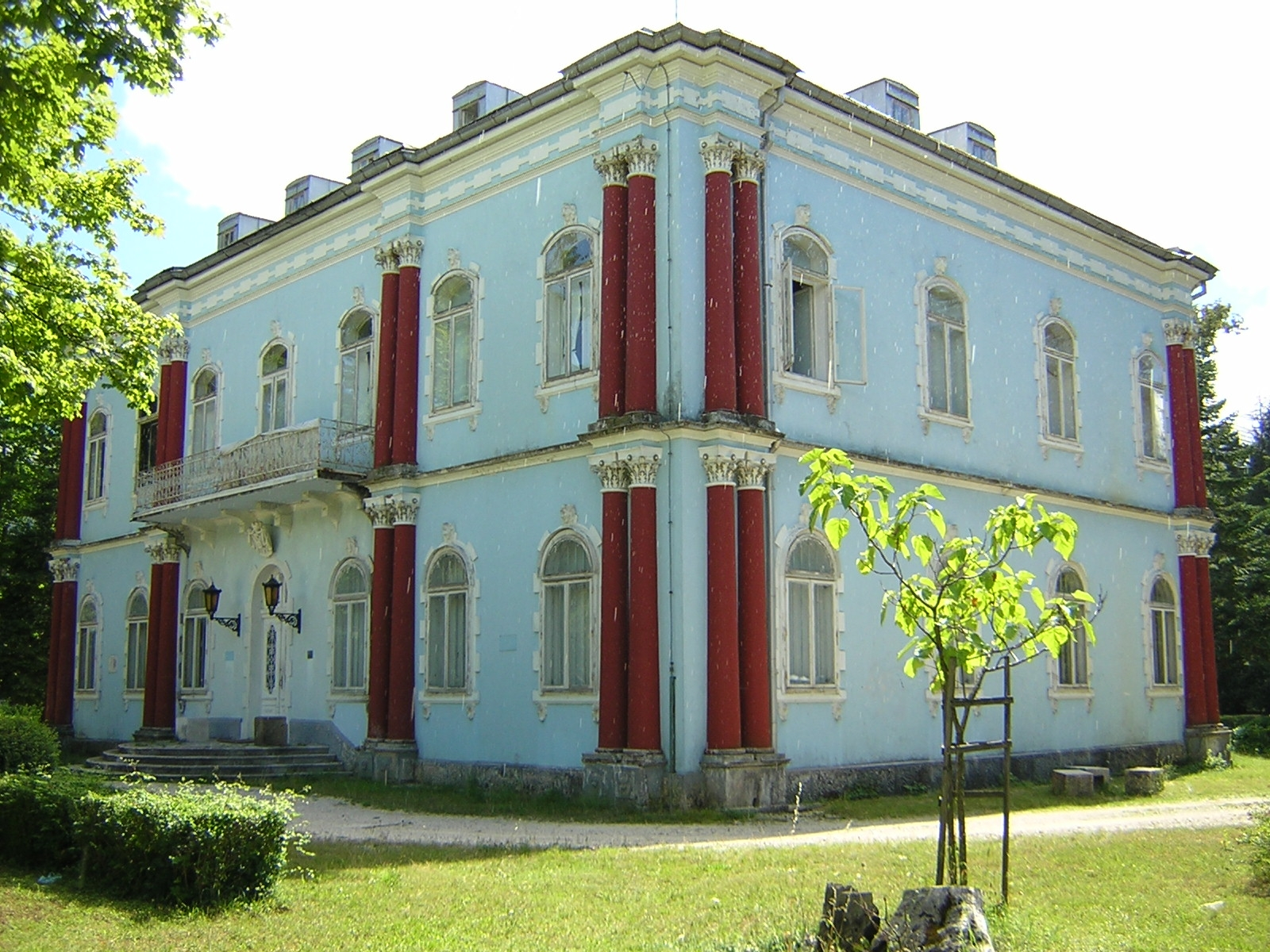
Palác před rekonstrukcí v r. 2006
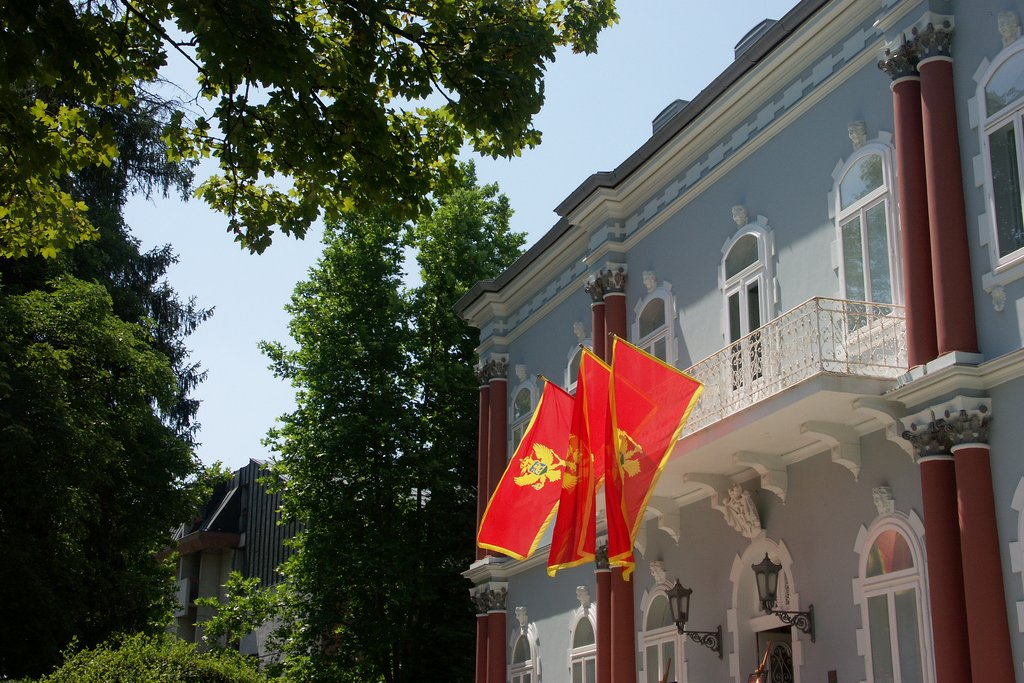
Detail paláce; v pozadí Hotel Grand